# José Fernando Bautista
José Fernando Bautista Quintero (Cúcuta, 1963-Lisboa, 8 de agosto de 2024) fue un abogado y político colombiano. Ocupó los cargos de ministro de Comunicaciones, ministro de Comercio Exterior y alcalde la ciudad de Cúcuta. Fue designado Embajador de Colombia en  Venezuela entre octubre de 2010 y julio de 2011. Fue vicepresidente de Regulación de Wom Colombia. Fue embajador de Colombia en Portugal entre 2023-2024.

## Estudios
Bautista es graduado en derecho de la Universidad Libre de Colombia con especializaciones en Planeación y Administración de Desarrollo Regional de la Universidad. También recibió un título en Problemas Claves del Medio Ambiente en la Pontificia Universidad Católica de Sao Paulo y en Columbia University en Nueva York. En la Universidad Externado de Colombia se especializó en Gobierno, Gerencia y Asuntos Públicos, y es diplomado en calidad total para las telecomunicaciones. Su tesis de maestría la hizo sobre las relaciones comerciales entre Colombia y Venezuela.

## Trayectoria
Fue presidente de la Asociación Colombiana de Empresas de Telefonía Celular; Fue Alcalde de Cúcuta entre el 2 de agosto de 1999 y el 14 de noviembre del 2000; Ministro de Comunicaciones; Ministro encargado de Comercio Exterior; asesor de la Presidencia de la Empresa de Telecomunicaciones de Bogotá.
Fue presidente de la Comisión de Regulación de Telecomunicaciones (CRT); asesor del Ministerio de Relaciones Exteriores; Fue cónsul de Colombia en São Paulo, Brasil y encargado de Negocios en la Embajada de Colombia en Sudáfrica. Fue el primer secretario del Partido de la U, fundado por el Juan Manuel Santos a finales de 2005. Fue nombreado el 31 de agosto de 2006 como presidente del Banco Agrario de Colombia por decreto del presidente Álvaro Uribe y el ministro de Agricultura, Andrés Felipe Arias. En la campaña presidencial de 2010 fue el gerente de la estrategia del entonces candidato Juan Manuel Santos en Bogotá. Bautista fue también artífice del acuerdo de la coalición de gobierno, conformada por los partidos de la U, Partido Conservador Colombiano, Partido Liberal Colombiano y Partido Cambio Radical.
Su conocimiento de la zona de frontera entre Colombia y Venezuela fue lo que permitió que el presidente Juan Manuel Santos lo nombrara el 10 de agosto de 2010 como embajador de Colombia en Caracas, con la principal función de trabajar por la plena normalización de las relaciones bilaterales tras la crisis diplomática entre Colombia y Venezuela de 2010.

## Fallecimiento
Falleció en Lisboa el 8 de agosto de 2024 a la edad de 61 años. Llevaba los últimos días de su vida delicado de salud y se encontraba en coma, habiendo sido ingresado en el hospital de esa ciudad tras sufrir un infarto. Esto lo impactó mientras se dirigía a Porto como parte del trabajo diplomático que hacía para representar a Colombia.